# Якутович Дмитро Георгійович
Дмитро Георгійович Якутович (9 листопада 1958, м. Київ) — український художник, член Національної спілки художників України.

## Життєпис
Син художника Георгія Якутовича, молодший брат художника Сергія Якутовича.
Втратив слух у 12 років після аварії.
Освіта середня та приватна художня. Педагоги з фаху — Георгій Якутович, Григорій Гавриленко, Михайло Вайнштейн, А. Шмарів, Анатолій Лимарєв, Микола Рапай.
Своїми духовними учителями в живописі називає Поля Сезанна, Клода Моне, Джорджо Моранді. Йому також імпонує творчість Віктора Борисова-Мусатова, Казимира Малевича, Аркадія Пластова.
Працює в галузі живопису, графіки.
З 1977 є постійним учасником Всеукраїнських, обласних та міжнародних виставок, неодноразово відбувалися й персональні виставки художника.
Основні твори: «Карпатський полудень» (1979), «Травневий вечір у Седневі» (1986), «Урочистий натюрморт» (1992), «Після гостей» (1998), «Літо минає» (2000).

## Громадська діяльність
З 1990 року — член Національної спілки художників України
У 1997 році вступив в УТОГ і став членом спілки нечуючих художників «Натхнення», З 2003 — член Української спілки інвалідів (УСІ) та Народної Академії творчості інвалідів.

## Відзнаки
У 2003-му році став лауреатом Всеукраїнського фестивалю творчості людей з обмеженими можливостями (І премія), одержав кубок від Національної Асамблеї інвалідів.
У 2004-му році став лауреатом Міжнародної премії «Філантроп» на фестивалі-конкурсі у галузі художньої творчості інвалідів у Москві (І премія), У 2005 році — лауреат Міжнародного конкурсу живопису «Вича», В 2006 році став лауреатом Міжнародної премії «BUZA» на конкурсі живопису серед інвалідів в Тирані в Албанії (ІІ премія).